# Leopold Musiał
Leopold Józef Musiał (ur. 15 listopada 1905 w Rakowicach, zm. 5 marca 1975 w Krakowie) – polski chemik z tytułem doktora, profesor uczelniany.

## Życiorys
Leopold Józef Musiał urodził się 15 listopada 1905 w podkrakowskich Rakowicach. Pochodził z rodziny robotniczej, był synem Rudolfa (1878-1946, ślusarz) i Rozalii z domu Bednarz (1882-1965). Miał braci Włodzimierza (1907-1977, lekarz internista, profesor, oficer) i Mariana (1908-1991, pułkownik lekarz). W okresie dzieciństwa i młodości zamieszkiwał w Sanoku, gdzie ukończył szkołę powszechną (1913-1917), a w 1925 zdał egzamin dojrzałości w Państwowym Gimnazjum im. Królowej Zofii w Sanoku (w jego klasie byli m.in. jego młodszy o dwa lata brat Włodzimierz oraz Aleksander Codello i Władysław Miller).
Po II wojnie światowej był organizatorem i nauczycielem w macierzystym gimnazjum i liceum ogólnokształcącym w Sanoku. Otrzymał tytuł profesora nadzwyczajnego. Został profesorem uczelnianym Uniwersytetu Jagiellońskiego, Wyższej Szkoły Rolniczej i Wyższej Szkoły Pedagogicznej im. Komisji Edukacji Narodowej w Krakowie. W latach 1951–1960 był kierownikiem Katedry Chemii Ogólnej na Wydziale Rolnym UJ, a po wyodrębnieniu od 1953 WSR. Następnie był kierownikiem Katedry Chemii, a później Samodzielnego Zakładu Chemii WSP w Krakowie. Na krakowskiej WSP pełnił także funkcje dziekana Wydziału Geograficzno-Biologicznego oraz wiceprzewodniczącego Rady Zakładowej ZNP. Był doradcą naukowym i kierownikiem Zakładu Badawczego Ochrony Wód Instytutu Gospodarki Komunalnej w Krakowie.

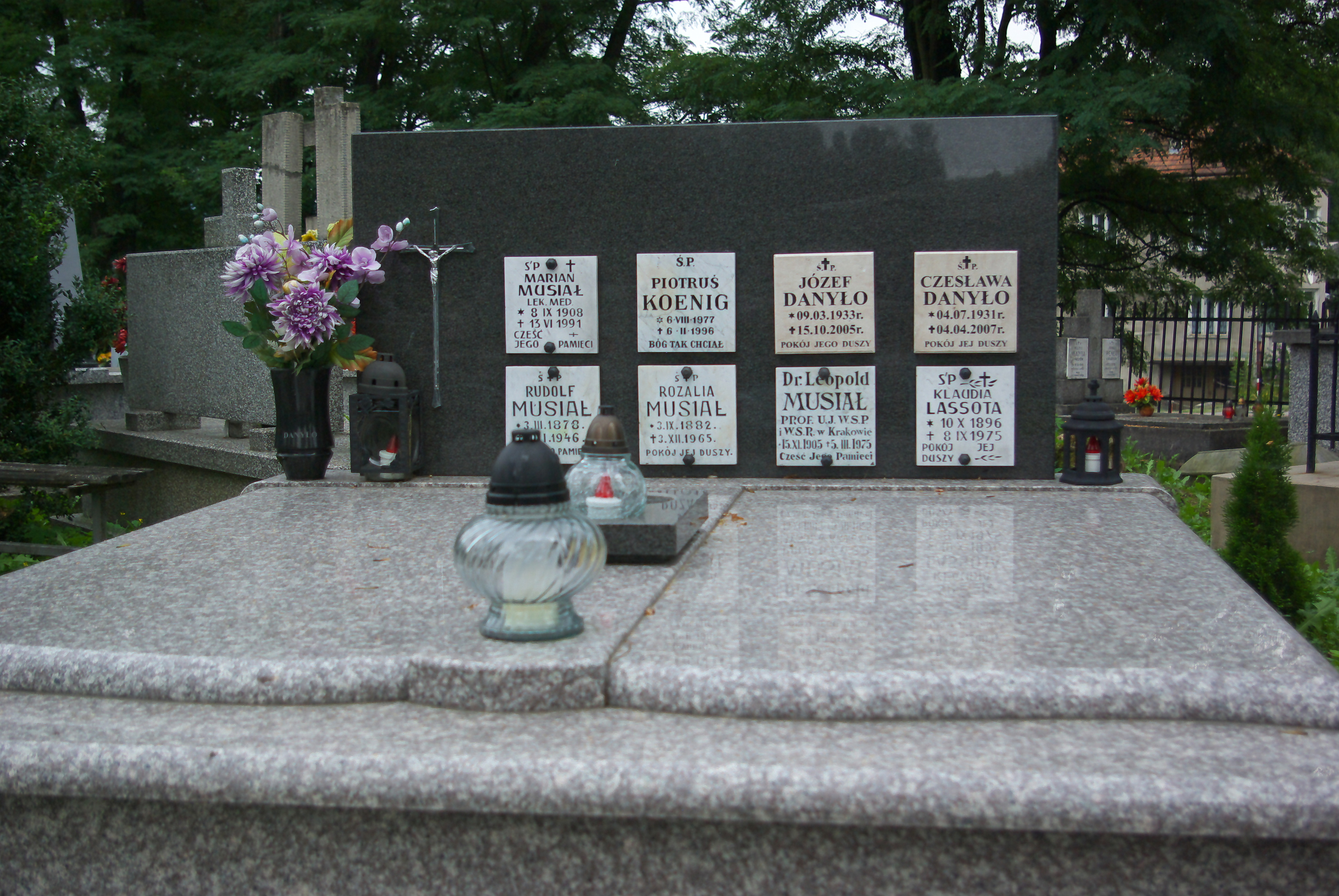
Grobowiec rodziny Musiałów w Sanoku

Leopold Musiał od 1931 do 1950 był żonaty z Marią Antoniną (ur. 1910, córka Emila Teodorowicza). Zamieszkiwał przy ulicy Stefana Jaracza 6 w Krakowie. Zmarł po długiej chorobie nowotworowej 5 marca 1955 w Krakowie. 8 marca 1955 został pochowany w grobowcu rodzinnym na cmentarzu przy ul. Jana Matejki w Sanoku, gdzie spoczęli także jego rodzice i brat Marian.

## Publikacje
- O kondensacji hydantoiny z o-nitrobenzaldehydem (1930, współautor: Jan Kozak)
- Über Kondensation des Hydantoins mit o-Nitrobenzaldehyd (1930, współautor: Jan Kozak)
- Analiza płynów prostych (kationy): Analiza płynów złożonych (kationy); Badanie na aniony ; Reakcje szczegółowe kationów i anionów (1931, współautor: Marian Jalewski)
- Zarys analizy chemicznej jakościowej (1949, współautor: Marian Jalewski)
- Zarys analizy chemicznej jakościowej i ilościowej: skrypt dla pierwszego roku rolnictwa (1952, współautor: Marian Jalewski)
- Ćwiczenia z chemii organicznej (1952)
- Ćwiczenia z chemii ogólnej: zarys nieorganicznej analizy jakościowej i ilościowej (1955, współautorzy: Adam Kulpiński, Zdzisław Hołowiecki)
- Investigations on the Impurities of the River Soła and Its Capacity for Self-purification (1964)
- Ćwiczenia laboratoryjne z chemii organicznej (1968, współautor: Maria Jolanta Korohoda)
- Ćwiczenia laboratoryjne z zakresu chemii ogólnej i nieorganicznej (1970, współautor: Ryszard Sitko)
- Ćwiczenia z biochemii (1972, współautor: Jadwiga Staniec)
- Zarys chemicznej analizy jakościowej i ilościowej związków nieorganicznych (1974, współautor: Ryszard Sitko)

## Odznaczenia
- Krzyż Kawalerski Orderu Odrodzenia Polski[9][6]
- Medal 10-lecia Polski Ludowej (19 stycznia 1955, uchwałą Rady Państwa na wniosek Ministra Szkolnictwa Wyższego)[11]